# Сильна, мов смерть
«Си́льна, мов смерть», або «Си́льна як смерть» (фр. Fort comme la mort) — роман французького письменника Гі де Мопассана, виданий у 1889 році. Твір розповідає про кохання художника до аристократки, яке поступово згасає на тлі зів'ялої краси коханки і розквітлої свіжості її дочки.

## Історія
Письменник започаткував роботу над романом у 1888 році, а вже на початку 1889-го почалася його публікація у видавництві Поля Оллендорфа. Роман друкували частинами з 1 лютого по 16 травня 1889 року. Він отримав схвальні відгуки публіки і критиків, оскільки на той час Гі де Мопассан вже був відомим письменником. Українською мовою твір переклав Валер'ян Підмогильний. Перше українське видання роману побачило світ у київському видавництві «Книгоспілка» в 1928 році під назвою «Сильна як смерть». Пізніше його двічі перевидавало видавництво художньої літератури «Дніпро»: у восьмитомнику 1969—1972 року випуску і в двотомнику 1990 року. В останньому виданні назву твору скорегували згідно сучасних правописних норм, роман опублікували під назвою «Сильна, мов смерть».

## Сюжет
Олів'є Бертен — прославлений і дорогий художник, який малює портрети виключно багатих жінок. Йому позує графиня Анне де Гійруа, яка приходить разом із шестирічною дочкою Аннетою. Робота над портретом триває довго, під час одного із сеансів, коли графиня була сама, Бертен освідчується їй у коханні. Під напором його шалу графиня поступається, але потім через докори сумління тримається з коханцем холодно. Втім, на заваді обопільному коханні вже ніщо не може стати. Художник і графиня стають коханцями, але настільки вміло приховують свої почуття під маскою дружньої приязні, що протягом 12 років ніхто ні про що не здогадується.
Закоханість художника поступово згасає, тепер до графині його вабить скоріше відчуття домашнього затишку. Графиня ж, навпаки, починає палко ревнувати і всі роки їхнього зв'язку присвячує невпинній боротьбі за серце коханця. Вона дбає про те, щоби виглядати в його очах найгарнішою, найрозумнішою, найвитонченішою; їй таки вдається відсторонити від Олів'є усіх потенційних конкуренток. Життя Олів'є і Анне усталене настільки, що стає майже сімейним.
Аж ось із села повертається дочка графині. Під час «родинної» прогулянки утрьох Бертен здивовано помічає що голос, манери і вигляд юної Аннети точнісінько такі, як у її матері на початку відносин з портретистом. Ці враження наче оживляють потьмянілі почуття. Художник не помічає, як поступово переносить на дочку почуття, які він мав до її матері. Проте чуйне серце графині вже б'є на сполох. Вона сама вказує Олів'є на неналежне для його віку захоплення юнкою. Той спочатку палко заперечує, але згодом визнає непереможну силу пристрасті до свіжої вроди. Графиня ж переживає люті ревнощі і муки від усвідомлення того, що її неперевершена краса безупинно згасає. Навіть у світському товаристві всі вже звертають увагу на дочку, а не на неї. Болючий любовний трикутний розв'язує нещасний випадок: Олів'є потрапляє під омнібус, останні години життя він проводить наодинці з графинею де Гійруа. Символом їхнього померлого кохання стають любовні листи, яке художник вимагає від графині знищити, щоби уникнути скандалу після його смерті.

## Аналіз твору
Роман «Сильна, мов смерть» не є звичайною любовною історією, оскільки вирізняється глибоким психологізмом. Гі де Мопассану вдалося відтворити еволюцію почуттів двох головних героїв у найменших деталях, завдяки чому їхні портрети набувають особливої яскравості і життєвої сили. У творі превалюють настрої приреченості, марноти буття. Світські розваги як графині, так і художника однаково замкнені в колі усталених знайомств, перевірених «друзів родини», одних і тих самих заходів, належних їхньому суспільному становищу. Попри яскравість такого життя в ньому відчувається брак сенсу, одухотвореності, відсутність кінцевої мети.
Змальоване письменником повільне в'янення душ стає особливо помітним на тлі фізичної старості, що непомітно насувається на чоловіка і жінку. Хоча обидва намагаються приховати її ознаки один від одного (очевидно, вважаючи, що партнер виглядає краще), однак як Олів'є, так і графиня однаково гостро відчувають занепад сил, брак жвавості, інтересу до навколишнього світу і, водночас, гостру потребу в лестощах, визнанні. Каталізатором цієї прихованої депресії стає поява Аннети — юної, гарної, невимушеної. Її наївні та незрілі риси перевершують життєвий досвід, відточені манери, мудрість матері. Однак і Олів'є марно сподівається вхопити щось від цього блискучого створіння: Аннета міркує практично і згодна вийти заміж без кохання за запропонованого їй маркіза Фарандаля. Наприкінці життя коханець особливо гостро відчуває свій непевний стан, фактичну самотність, яку не здатні приховати найпалкіші щоденні побачення з Анне де Гійруа, він заздрить одруженим чоловікам і мріє про сімейне життя з графинею.
Фатальність старечої пристрасті до юності відтворюють слова Олів'є: його кохання до дівчини стало «чимось нездоланним, руйнівним, сильнішим за смерть». Власне сама ця фраза узята письменником з біблійної Пісні над піснями («бо сильна любов, як смерть»). Показово, що ці слова лунають у творі задовго до того, як одинокий Бертен піде блукати нічними вулицями Парижа. Автор не дає остаточної відповіді на питання: потрапив той під омнібус випадково чи все ж таки намагався скоїти самогубство. Депресивно-фаталістичні настої твору частково обумовлені настоєм самого письменника, який в останній період життя страждав від депресії, параної і мав слабке фізичне здоров'я через ураження сифілісом.